# 三池渊乐团
三池渊乐团（：／），是朝鲜民主主义人民共和国的一个古典音乐樂團，主要表演传统的欧洲古典音乐、器乐、打击乐和歌唱作品。三池渊乐团是萬壽臺藝術團的一部分。三池淵樂團得名自长白山（白头山）附近的两江道三池淵市，该地是金日成家族的象征。在朝鲜的宣传中，三池淵市被形容为“革命的圣地”，金正日就在三池淵市出生。
三池渊乐团創辦於2009年，由当时的朝鲜最高领导人金正日下令组建。后来，三池渊乐团的几名成员加入了牡丹峰樂團。当金正恩擔任朝鲜最高领导人开始推广牡丹峰樂團後，三池渊乐团的知名度有所下降。